# В'єтнамці в Україні
В'єтнамці в Українці — народ, що проживає на території України, переважно у Харківській області та Києві. За переписом 2001 року в Україні налічувалось 3850 в'єтнамців, що у 8,2 р. більше ніж за переписом 1989 р. Місцем найбільшої їх концентрації є Харківська область, тут проживало 63 % в'єтнамців України (2440 з 3850).

## Історія
Більшість в'єтнамців, які мешкають сьогодні в Україні, приїхали працювати на заводах та фабриках у 60-90-х роках, поступово перевозячи з повоєнного В'єтнаму членів своїх родин.
Станом на 2022 рік, за даними МЗС В’єтнаму, в Україні проживало приблизно 7 тис. в’єтнамців.

## Релігія
Більшість українських в'єтнамців сповідують буддизм. У Харкові є в'єтнамська буддистська Пагода Чук Лам.

## Топоніми
У містах Дніпро та Кривий Ріг є вулиця В'єтнамська.
У місті Кривий Ріг також є вулиця Ханойська.

## Розселення
| Рік  | Чисельність |
| ---- | ----------- |
| 1959 | 53          |
| 1970 | 2809        |
| 1979 | 742         |
| 1989 | 472         |
| 2001 | 3850        |

|                       | Чисельність |
| --------------------- | ----------- |
| Харківська обл.       | 2440        |
| м. Київ               | 469         |
| Одеська обл.          | 347         |
| Донецька обл.         | 172         |
| Херсонська обл.       | 105         |
| Дніпропетровська обл. | 103         |
| інші регіони          | 214         |

## Мова
Рідна мова в'єтнамців України за переписом 2001 р.
- в'єтнамська — 3641 (94,6 %)
- російська — 164 (4,3 %)
- українська — 29 (0,8 %)
- інша — 10 (0,3 %)